# Danville (Iowa)
Danville és una població dels Estats Units a l'estat d'Iowa. Segons el cens del 2000 tenia 914 habitants.

## Demografia
Segons el cens del 2000, Danville tenia 914 habitants, 352 habitatges, i 262 famílies. La densitat de població era de 464,3 habitants per km².
Dels 352 habitatges en un 33,2% hi vivien nens de menys de 18 anys, en un 63,6% hi vivien parelles casades, en un 8% dones solteres, i en un 25,3% no eren unitats familiars. En el 23% dels habitatges hi vivien persones soles el 12,8% de les quals corresponia a persones de 65 anys o més que vivien soles. El nombre mitjà de persones vivint en cada habitatge era de 2,5 i el nombre mitjà de persones que vivien en cada família era de 2,95.
Per edats la població es repartia de la següent manera: un 24,4% tenia menys de 18 anys, un 8,6% entre 18 i 24, un 24,5% entre 25 i 44, un 22% de 45 a 60 i un 20,5% 65 anys o més.
L'edat mediana era de 39 anys. Per cada 100 dones de 18 o més anys hi havia 89,3 homes.
La renda mediana per habitatge era de 45.357 $ i la renda mediana per família de 48.875 $. Els homes tenien una renda mediana de 34.844 $ mentre que les dones 18.162 $. La renda per capita de la població era de 19.659 $. Entorn del 2,8% de les famílies i el 3,1% de la població estaven per davall del llindar de pobresa.

## Poblacions més properes
El següent diagrama mostra les poblacions més properes.